# Thermen- & Vulkanland Steiermark

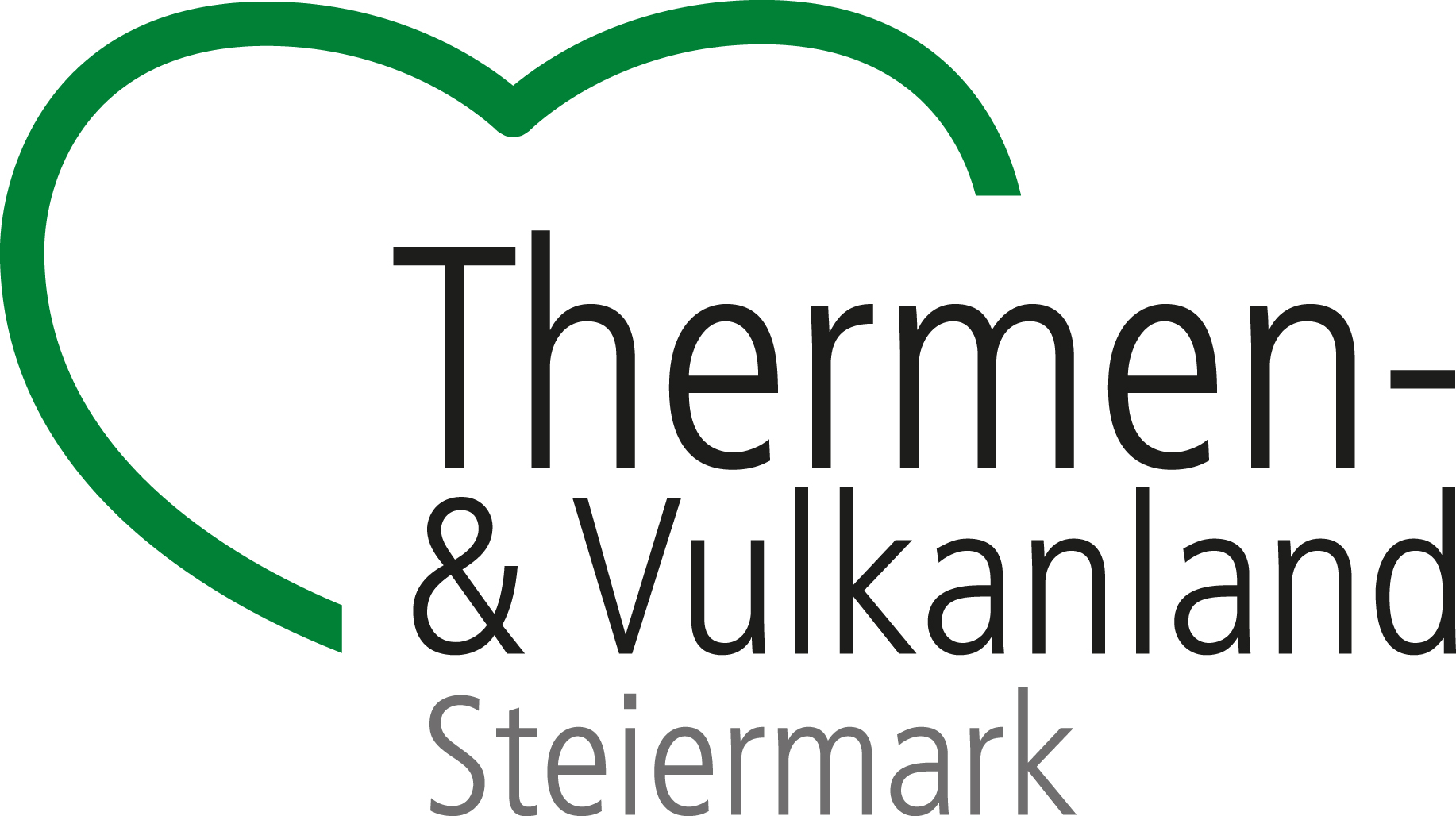
Logo des Thermen- & Vulkanlands Steiermark

Das Thermen- und Vulkanland Steiermark ist eine der neun Tourismusregionen der Steiermark. Die größte Stadt der Region ist Fürstenfeld, wo auch der Sitz des Verbandes ist.

## Entwicklung
Der Regionalverband „Steirisches Thermenland“ war ursprünglich eine Marketinggemeinschaft von den drei Thermenstandorten Bad Radkersburg, Bad Gleichenberg und Bad Loipersdorf. Später wurde er ergänzt durch Bad Waltersdorf, seit Mai 1997 ist Bad Blumau Mitglied, seit Mai 2006 auch die H2O Therme in Sebersdorf.  Seit 1995 ist das Steirische Thermenland eine Tourismusregion im Sinne des steirischen Tourismusgesetzes. Der Regionalverband finanziert sich über Tourismusabgaben, Gemeinden, Thermen, Hotels und Förderungen der öffentlichen Hand.
Aufgabe des Vereins ist die Internationalisierung der Region mit Fokus auf Nächtigungsgäste. Tagesgäste zählen nicht zum Geschäftsfeld des Regionalverbandes. Der Regionalverband dient als Steuerungsinstrument. Die operative Ausführung übernimmt seit Jänner 2011 die Thermenland Steiermark Marketing GmbH, deren Firma im September 2014 in Thermenland Süd- & Oststeiermark Marketing GmbH geändert wurde.
2017 fusionierten die Tourismusregionen „Steirisches Thermenland“ und „Steirisches Vulkanland“. Seit April 2018 tritt der Tourismusregionalverband unter der neuen Marke „Thermen- & Vulkanland Steiermark“ auf.